# The Joshua Tree Tour
The Joshua Tree Tour to trasa koncertowa U2 z 1987 r. Trwała od 2 kwietnia do 20 grudnia i objęła Amerykę Północną i Europę.

## Lista koncertów

### Ameryka Północna – część 1
- 2 i 4 kwietnia – Tempe, Arizona, USA – Arizona State University Activity Center
- 5 kwietnia – Tucson, Arizona, USA – Tucson Convention Center
- 7 i 8 kwietnia – Houston, Teksas, USA – The Summit
- 10 kwietnia – Las Cruses, Nowy Meksyk, USA – Pan American Center
- 12 kwietnia – Paradise, Nevada, USA – Thomas & Mack Center
- 13 kwietnia – San Diego, Kalifornia, USA – San Diego Sports Arena
- 17, 18, 20, 21 i 22 kwietnia – Los Angeles, Kalifornia, USA – Los Angeles Memorial Sports Arena
- 24 i 25 kwietnia – Daly City, Kalifornia, USA – Cow Palace
- 29 kwietnia – Rosemont, Illinois, USA – Rosemont Horizon
- 30 kwietnia – Pontiac, Michigan, USA – Pontiac Silverdome
- 2, 3 i 4 maja – Worcester, Massachusetts, USA – DCU Center
- 7, 8 i 9 maja – Hartford, Connecticut, USA – Hartford Civic Center
- 11, 12, 13, 15 i 16 maja – East Rutherford, New Jersey, USA – Brendan Byrne Arena

### Europa
- 27 maja – Rzym, Włochy – Stadio Flaminio
- 29 i 30 maja – Modena, Włochy – Stadio Alberto Braglia
- 2 czerwca – Londyn, Anglia – Wembley Arena
- 3 czerwca – Birmingham, Anglia – National Exhibition Centre
- 6 czerwca – Göteborg, Szwecja – Eriksberg Shipyard Docks
- 8 czerwca – Budapeszt, Węgry – Népstadion
- 11 i 12 czerwca – Londyn, Anglia – Wembley Stadium
- 15 czerwca – Paryż, Francja – Le Zénith
- 17 czerwca – Kolonia, Niemcy – Müngersdorfer Stadium
- 21 czerwca – Basel, Szwajcaria – St Jakob Stadium
- 24 czerwca – Belfast, Irlandia Północna – King’s Hall
- 27 i 28 czerwca – Dublin, Irlandia – Croke Park
- 1 lipca – Leeds, Anglia – Elland Road
- 4 i 5 lipca – Paryż, Francja – Hippodrome de Vincences
- 8 lipca – Bruksela, Belgia – Forest National
- 10 i 11 lipca – Rotterdam, Holandia – Feijenoord Stadion
- 15 lipca – Madryt, Hiszpania – Santiago Bernabéu Stadium
- 18 lipca – Montpelier, Francja – Espace Richter
- 21 i 22 lipca – Monachium, Niemcy – Olympiahalle
- 25 lipca – Cardiff, Walia – Cardiff Arms Park
- 29 i 30 lipca – Glasgow, Szkocja – SECC
- 1 sierpnia – Edynburg, Szkocja – Murrayfield Stadium
- 3 i 4 sierpnia – Birmingham, Anglia – NEC Arena
- 8 sierpnia – Cork, Irlandia – Párc Uí Chaoimh

### Ameryka Północna – część 2
- 10 i 11 września – Uniondale, Nowy Jork, USA – Nassau Veterans Memorial Coliseum
- 12 września – Filadelfia, Pensylwania, USA – The Spectrum
- 14 września – East Rutherford, New Jersey, USA – Giants Stadium
- 17 i 18 września – Boston, Massachusetts, USA – Boston Garden
- 20 września – Waszyngton, USA – Robert F. Kennedy Memorial Stadium
- 22 września – Foxborough, Massachusetts, USA – Foxboro Stadium
- 23 września – New Haven, Connecticut, USA – New Haven Coliseum
- 25 września – Filadelfia, Pensylwania, USA – JFK Stadium
- 28 i 29 września – New York City, Nowy Jork, USA – Madison Square Garden
- 1 października – Montreal, Kanada – Olympic Stadium
- 3 października – Toronto, Kanada – Canadian National Exhibition Stadium
- 6 października – Cleveland, Ohio, USA – Cleveland Stadium
- 7 października – Buffalo, Nowy Jork, USA – Memorial Auditorium
- 9 października – Syracuse, Nowy Jork, USA – Carrier Dome
- 11 października – Rochester, Nowy Jork, USA – Silver Stadium
- 13 października – Pittsburgh, Pensylwania, USA – Three Rivers Stadium
- 20 października – Iowa City, Iowa, USA – Carver-Hawkeye Arena
- 22 października – Champaign, Illinois, USA – Assembly Hall
- 23 października – Lexington, Kentucky, USA – Rupp Arena
- 25 października – St. Louis, Missouri, USA – St. Louis Arena
- 26 października – Kansas City, Kansas, USA – Kemper Arena
- 28, 29 i 30 października – Rosemont, Illinois, USA – Rosemont Horizon
- 1 listopada – Indianapolis, Indiana, USA – Hoosier Dome
- 3 i 4 listopada – Saint Paul, Minnesota, USA – St. Paul Civic Center
- 7 i 8 listopada – Denver, Kolorado, USA – McNichols Arena
- 11 listopada – San Francisco, Kalifornia, USA – Justin Herman Plaza
- 12 listopada – Vancouver, Kanada – BC Place Stadium
- 14 i 15 listopada – Oakland, Kalifornia, USA – Oakland Coliseum
- 17 i 18 listopada – Los Angeles, Kalifornia, USA – Los Angeles Memorial Coliseum
- 22 listopada – Austin, Teksas, USA – Frank Erwin Center
- 23 i 24 listopada – Fort Worth, Teksas, USA – Tarrant County Convention Center
- 26 listopada – Baton Rouge, Luizjana, USA – LSU Assembly Center
- 28 listopada – Murfreesboro, Tennessee, USA – Charles M. Murphy Athletic Center
- 3 grudnia – Miami, Floryda, USA – Orange Bowl
- 5 grudnia – Tampa, Floryda, USA – Tampa Stadium
- 8 i 9 grudnia – Atlanta, Georgia, USA – Omni Coliseum
- 11 i 12 grudnia – Hampton, Wirginia, USA – Hampton Coliseum
- 19 i 20 grudnia – Tempe, Arizona, USA – Sun Devil Stadium